# Civettone
La civettone (ou civétone) est un composé chimique odorant des Viverridae comme les civettes, les genettes, les linsangs et les mangoustes. Cette substance, rappelant le musc, est importante en parfumerie notamment car elle souligne les autres odeurs et favorise leur fixation.

## Produit d'origine animale
Ce composé se retrouve dans une sécrétion des glandes périnéales qui s'accumule sous forme de pâte grise dans une double poche. Situées entre l'anus et les organes génitaux, ces poches s'ouvrent largement vers l'extérieur. Ce liquide est à l'origine épais et gluant. L'odeur varie en fonction des espèces. De nos jours, ce composé est obtenu par synthèse même si, en Inde, la sécrétion de l'espèce la Civette indienne est toujours utilisée pour parfumer le tabac.

## Intérêt de l'homme
Les effets de cette substance sont connus depuis l'antiquité, la bible révèle que le roi Salomon l'importait d'Afrique orientale[réf. nécessaire].

## Chimie de synthèse
La molécule de civettone, identifiée par Lavoslav Ružička, présente un cycle de dix-sept atomes de carbone (macrocycle) ce qui est chose rare. Elle ne forme pas un cercle parfait. La civettone est très peu soluble dans l'eau mais est soluble dans l'alcool.
Les espèces chimiques nécessaires à la synthèse de la civettone se trouvent dans l'huile de palme.
Elle est utilisée dans l'industrie des cosmétiques : parfums, savons…